# Велике дихання резервуару
Велике дихання резервуару — процес спорожнення і наповнення товарного резервуара нафтою, що супроводжується спочатку впусканням повітря в газовий простір (ГП) резервуара, а потім викидом газоповітряної суміші в атмосферу, називається великим «диханням».
Основні втрати легких фракцій нафти з резервуарів відбуваються при великих і малих «диханнях».
Промислові дослідження підтверджують, що сумарна масова втрата вуглеводнів лише при зберіганні та підготовці нафти може досягти 2 — 3 % від загального її видобутку.